# Emma Weberg
Emma Maria Josefin Weberg Schaffer (ur. 30 października 1989) – szwedzka zapaśniczka walcząca w stylu wolnym. Brązowa medalistka mistrzostw Europy w 2010; piąta w 2009. Trzecia na MŚ juniorów w 2007, 2008 i 2009. Wygrała ME juniorów w 2007, a także kadetów w 2006 roku. 
Mistrzyni kraju w 2008 i 2010 roku.